# Macrolabis ruebsaameni
Macrolabis ruebsaameni är en tvåvingeart som beskrevs av Hans Hedicke 1938. Macrolabis ruebsaameni ingår i släktet Macrolabis och familjen gallmyggor. Inga underarter finns listade i Catalogue of Life.